# Церцис європейський
Церцис європейський (Cercis siliquastrum) — вид рослин родини бобові (Fabaceae).

## Назва
Назва роду походить від грецького слова грец. κερκις, що означає «ткацький човник», натякаючи на форму стручка. Назва виду походить від латинського слова лат. siliqua, що означає «стручок».
В англійській мові має назву «дерево Юди».
В українській мові зустрічається назва «церсис звичайний» та «багряник».

## Класифікація
Знайдені викопні рештки дерева віком 40 млн років. Молекулярно-біологічні дослідження свідчать, що рід церсис відокремився від бобових на самому початку еволюції цієї групи рослин. Церсис європейський єдиний з роду, що росте в Європі. Інші п'ять видів поширені в Північній Америці та Азії.

## Будова
Листопадне дерево до 12 м з круглястим листям, довжиною до 8 см. Квітки великі до 2,5 см, пелюстки забарвлені в рожево-фіолетовий колір. Квітки церсиса розпускаються в середині весни ще на голих гілках. Ззовні вони схожі на квіти інших бобових, проте відрізняються за будовою. Дерево розвивається повільно — за 5 років виростає лише до 1-1,5 м.

## Поширення та середовище існування
Росте у листопадних лісах помірного поясу, в напівпосушливих чагарникових заростях Східного Середземномор'я, Чорноморського узбережжя, Близького Сходу.

## В культурі
Існує легенда, що саме на цьому дереві повісився Юда Іскаріот. Зв'язок з Юдою можливо утворився через стручки, що висять з дерева, ніби шибеники. Є теорія, що таку назву дерево отримало помилково після перекладу з французької фр. Arbre de Judée, що означає дерево з Юдеї, і свідчить лише про те, що церцис був поширений на території цієї країни. Існує також давня легенда, що бджоли, які скуштували мед дерева — помирають. Хоча в дійсності ні квіти церциса, ні нектар не містять отрути. 
Квіткові бруньки, квіти та молоді плоди їстівні. Квітами прикрашають страви, додають до овочевих салатів. Смак квіток церциса солодко-кислуватий. Молоді плоди можна їсти сирими, їхній смак приємно терпкий. В основному в їх використовуються в Греції та Туреччині. Квіткові бруньки заливають оцтом та використовують як приправу.
В серіалі Доктор Хто (серія 218 «Давай уб'ємо Гітлера», 2011) з цього дерева виготовлено отруту.
В серіалі Реальна кров з церциса виготовляють кілок, щоб убити вампіра.

## Практичне використання
Використовується у декоративному озеленені, культивується з 1813 року. В Україні вирощується рідко, оскільки у нашому кліматі дерево обмерзає і погано цвіте. Зростає в ботанічному саду ім. О. Фоміна.  Існує кілька культурних сортів з білими квітами: «Альба», «Білий лебідь».
Деревина церциса дуже тверда, має красиву текстуру. Її використовують для виготовлення шпону та фанери.
У народній медицині квіти та листя церциса використовують при проблемах з печінкою, селезінкою, хронічним ринітом, проблемами з диханням, жовтяницею, сечокам’яною хворобою та набряками на ногах у вагітних.

## Цікаві факти
В Карпатах охороняються чотири церциси європейських як ботанічна пам'ятка природи місцевого значення. Ці дерева розміщені у Рахівському районі в Лужанському лісництві.

## Галерея

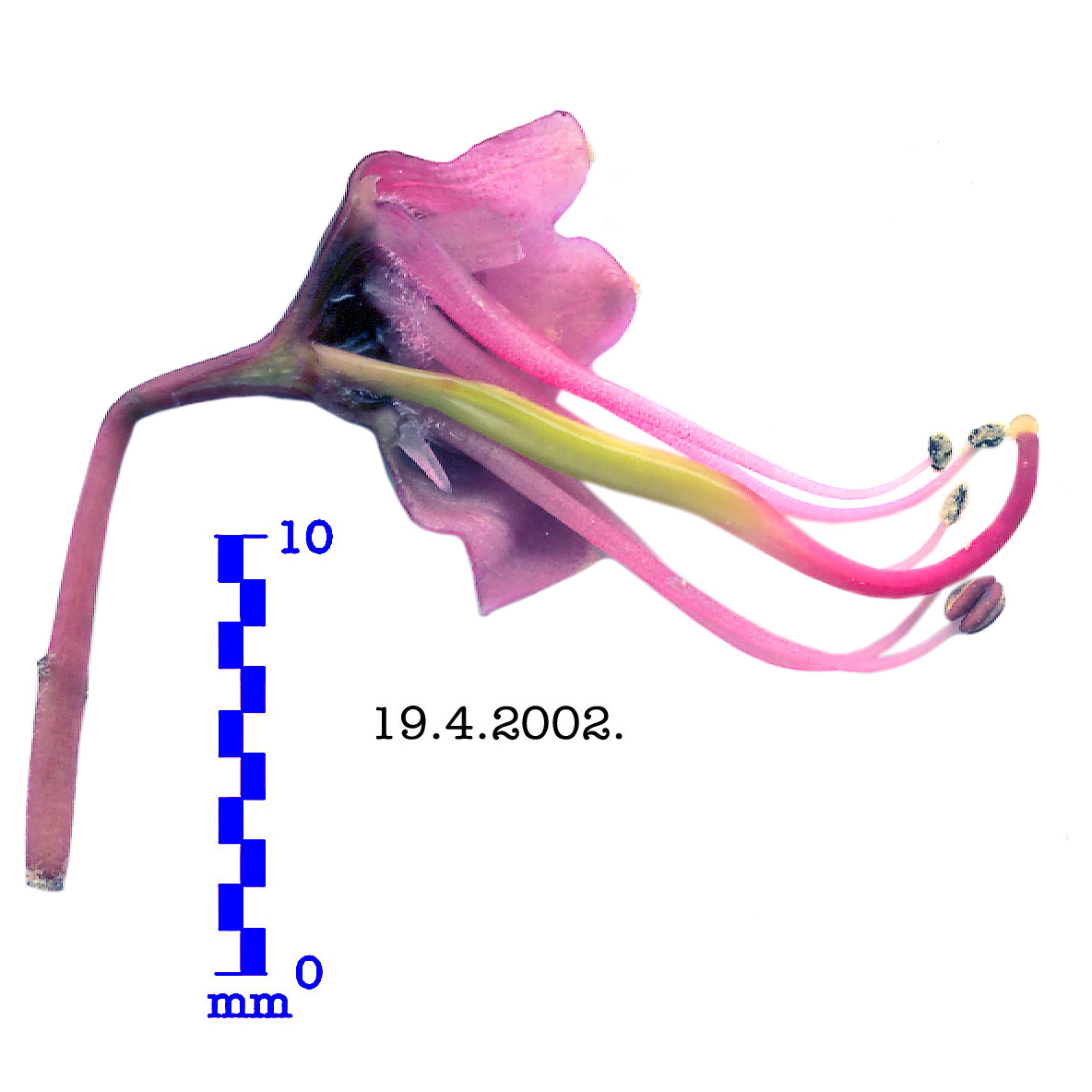
Розріз квітки
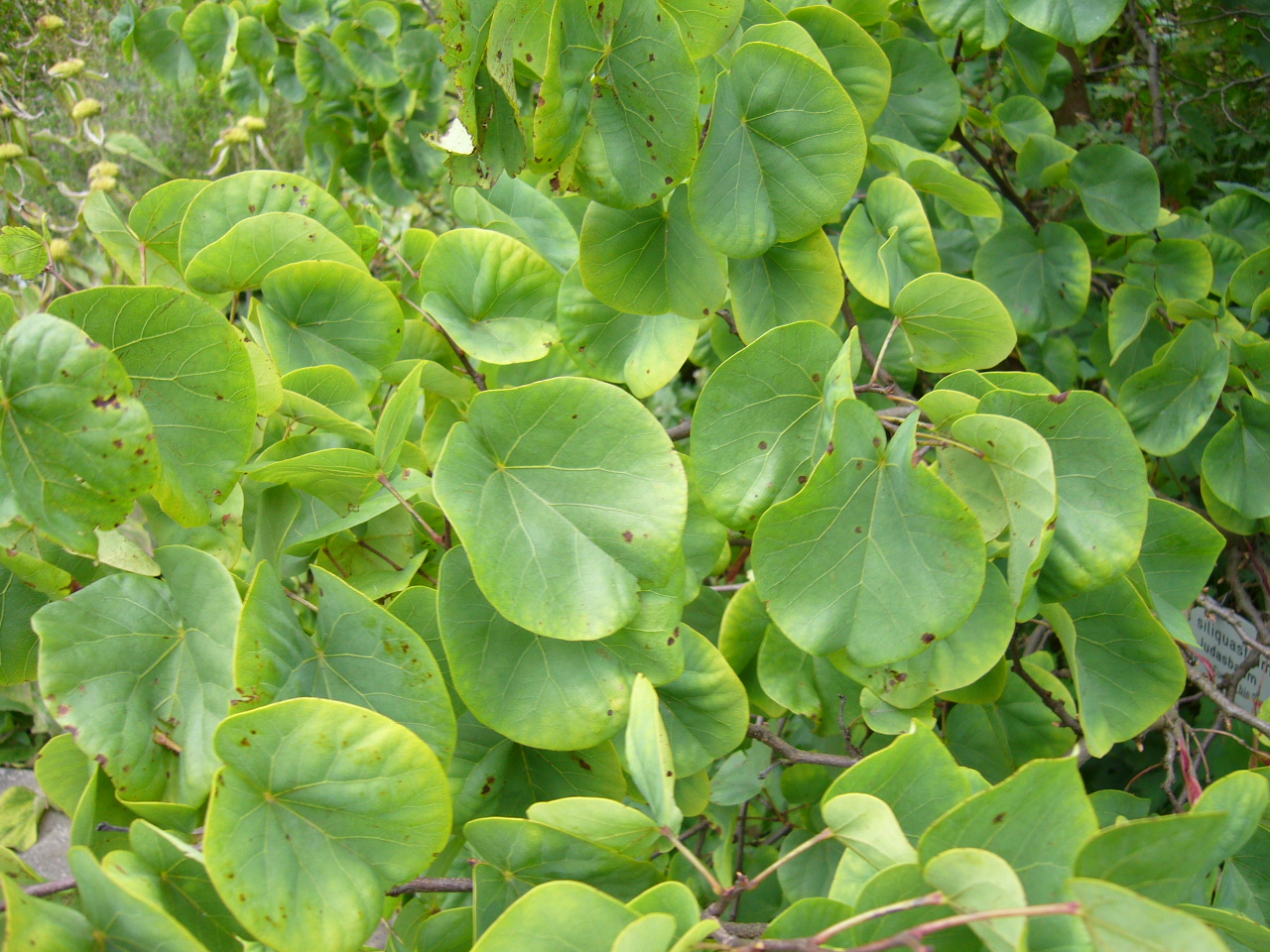
Листя
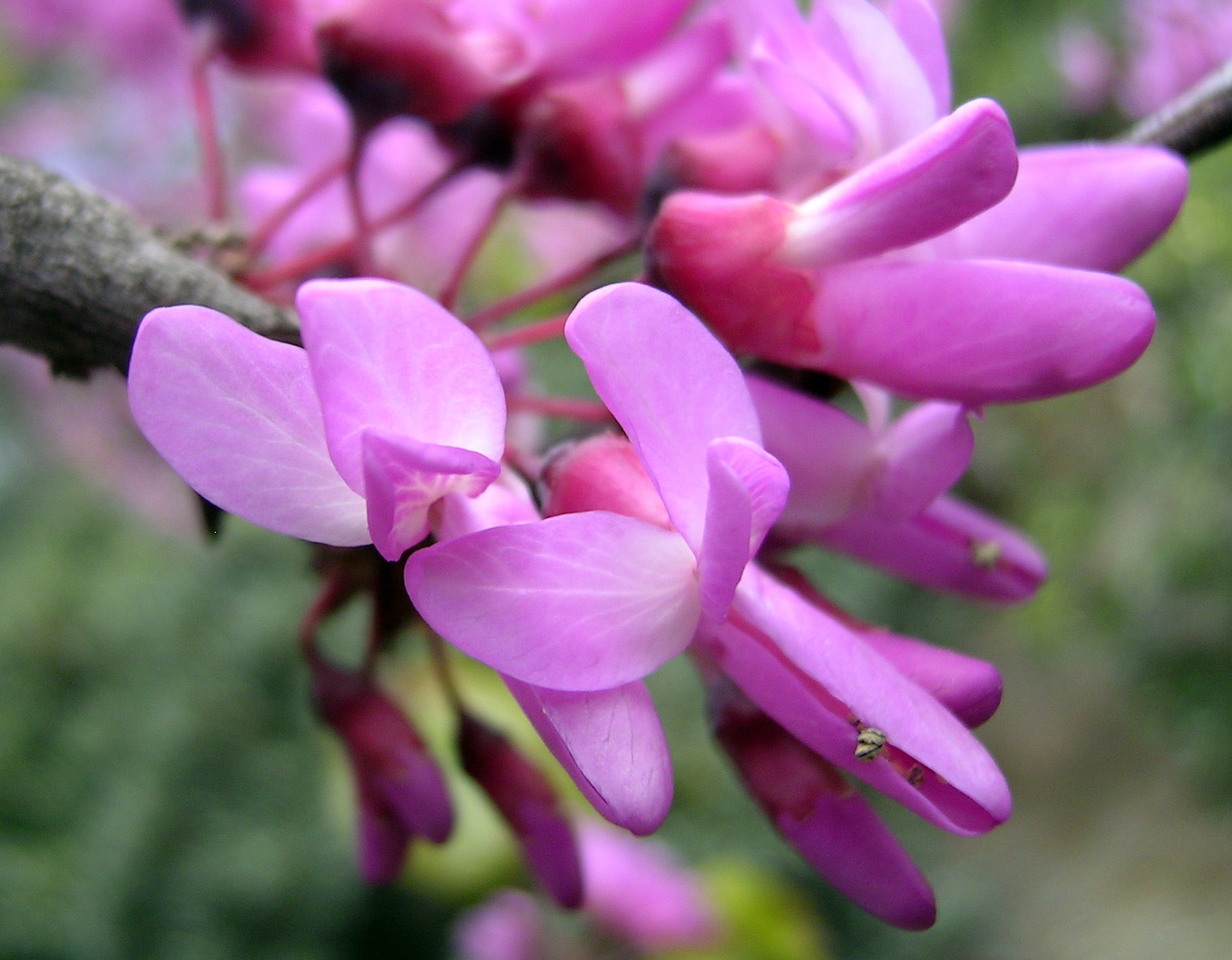
Квіти
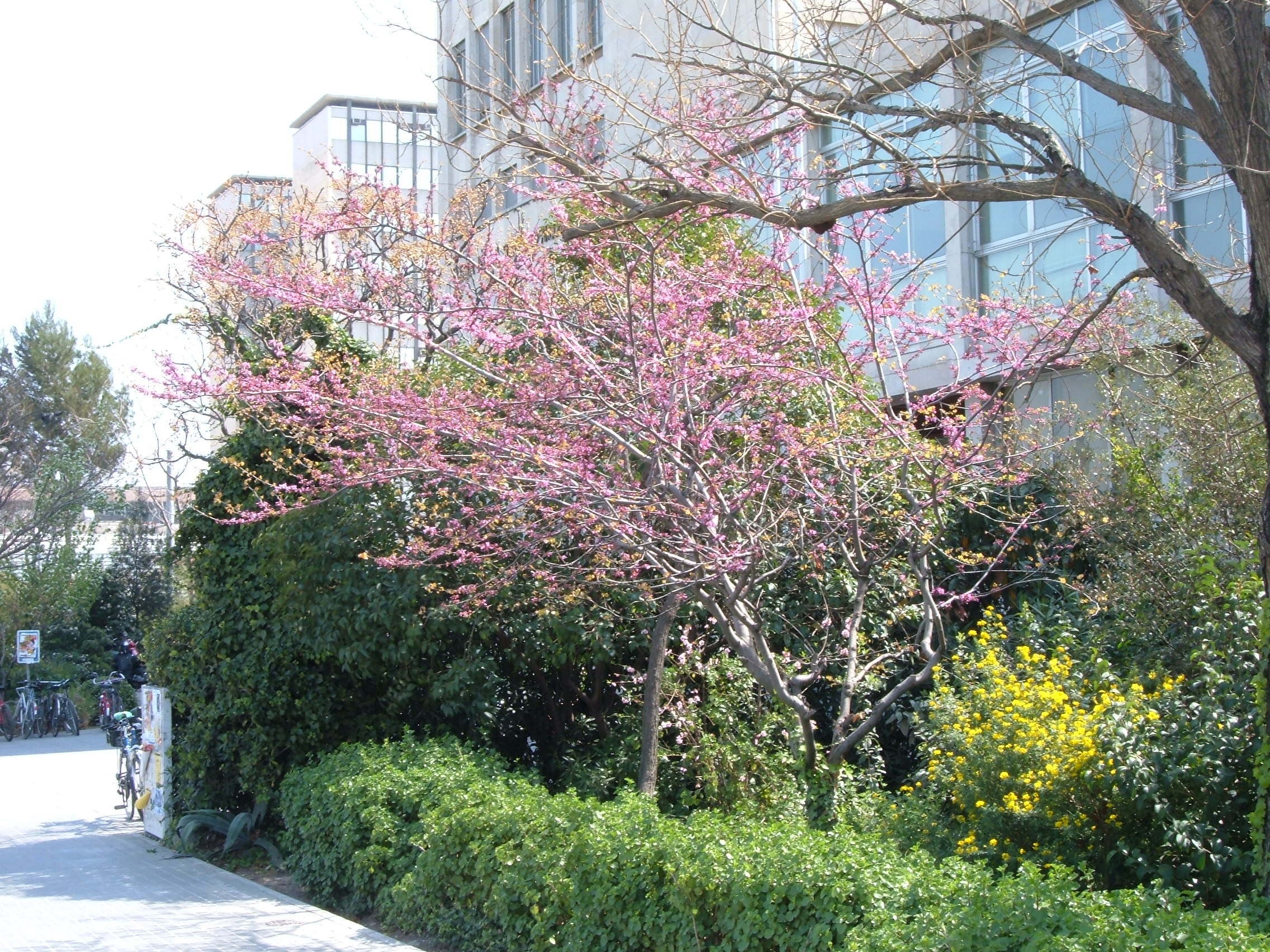
Рослина навесні
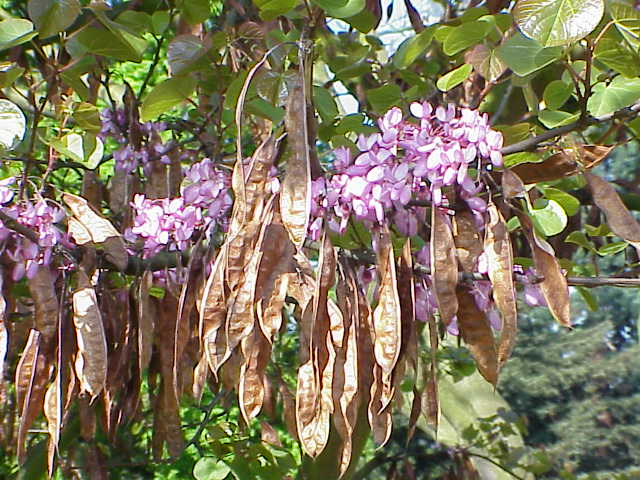
Стручки
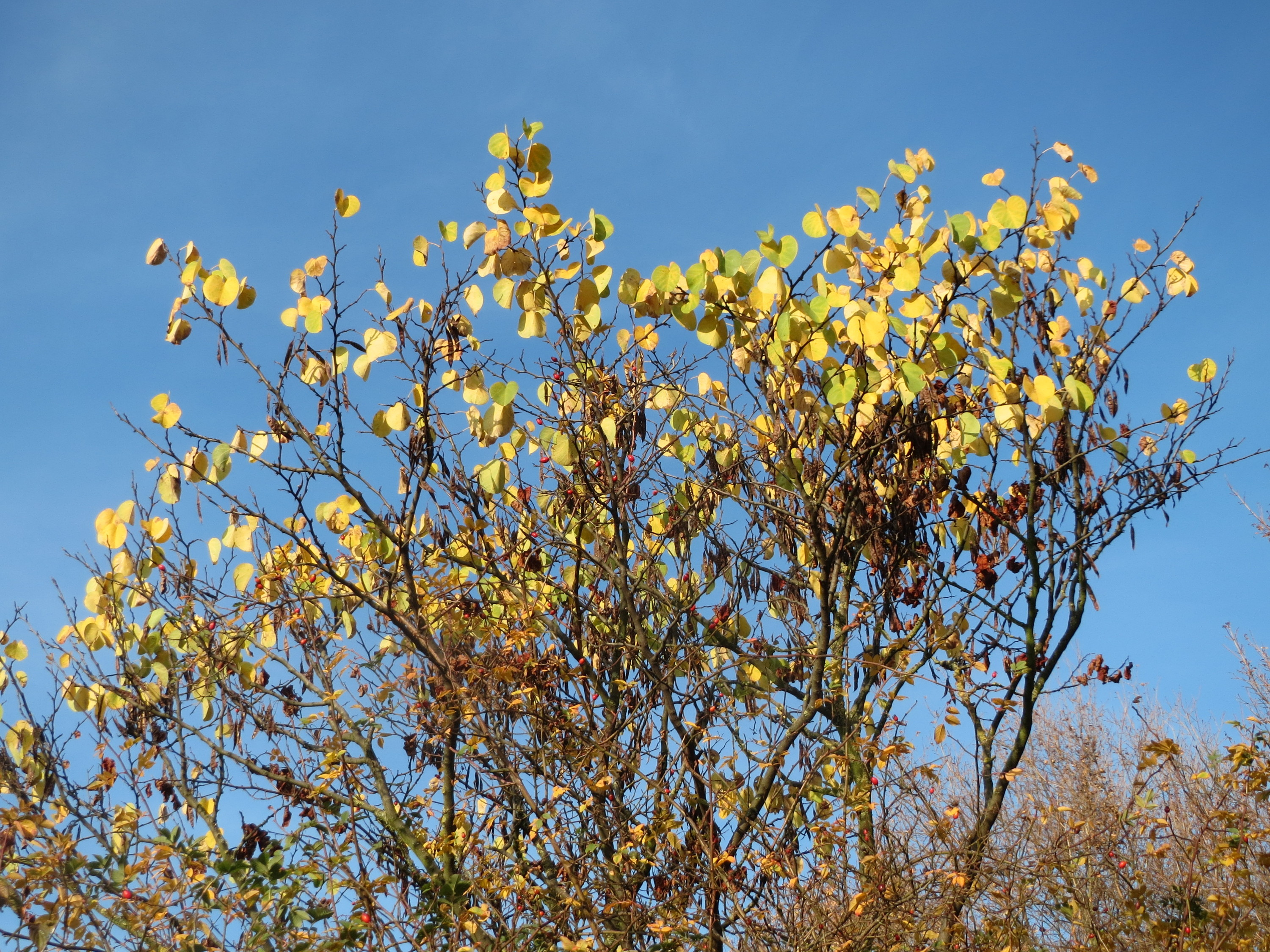
Дерево восени
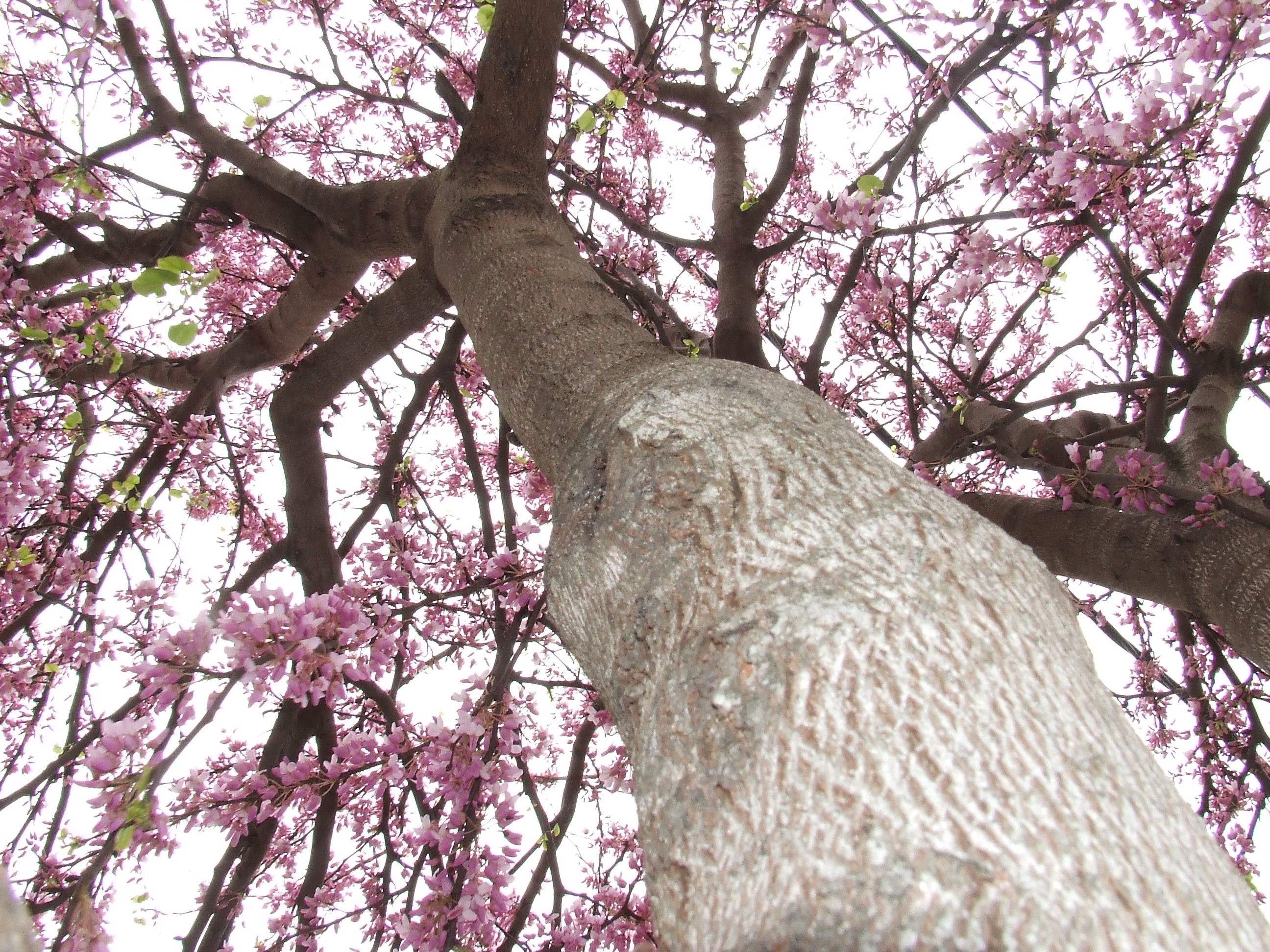
Доросле дерево
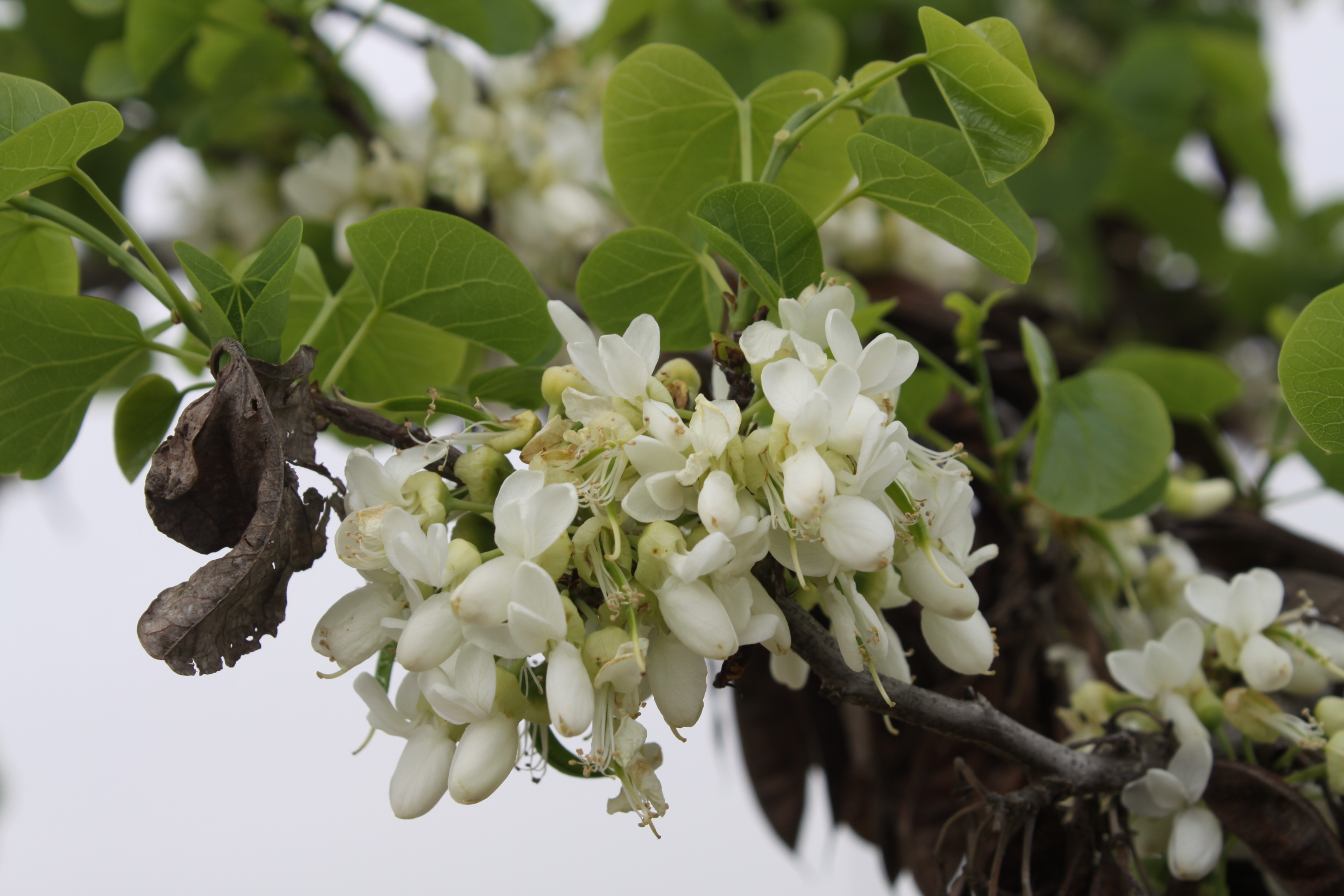
Білий сорт рослини